# Bolesław Sadaj

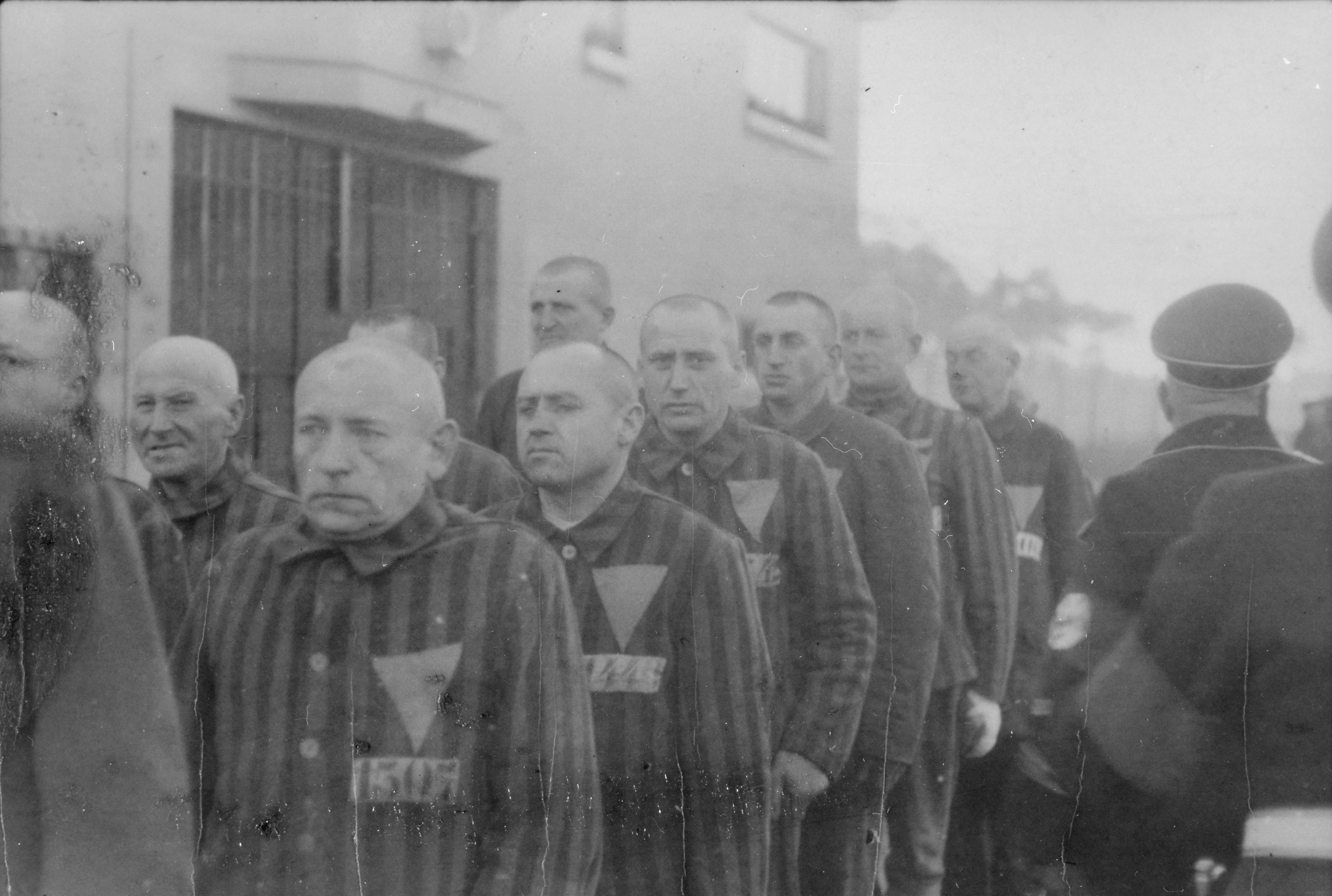
Więźniowie Sachsenhausen-Oranienburg

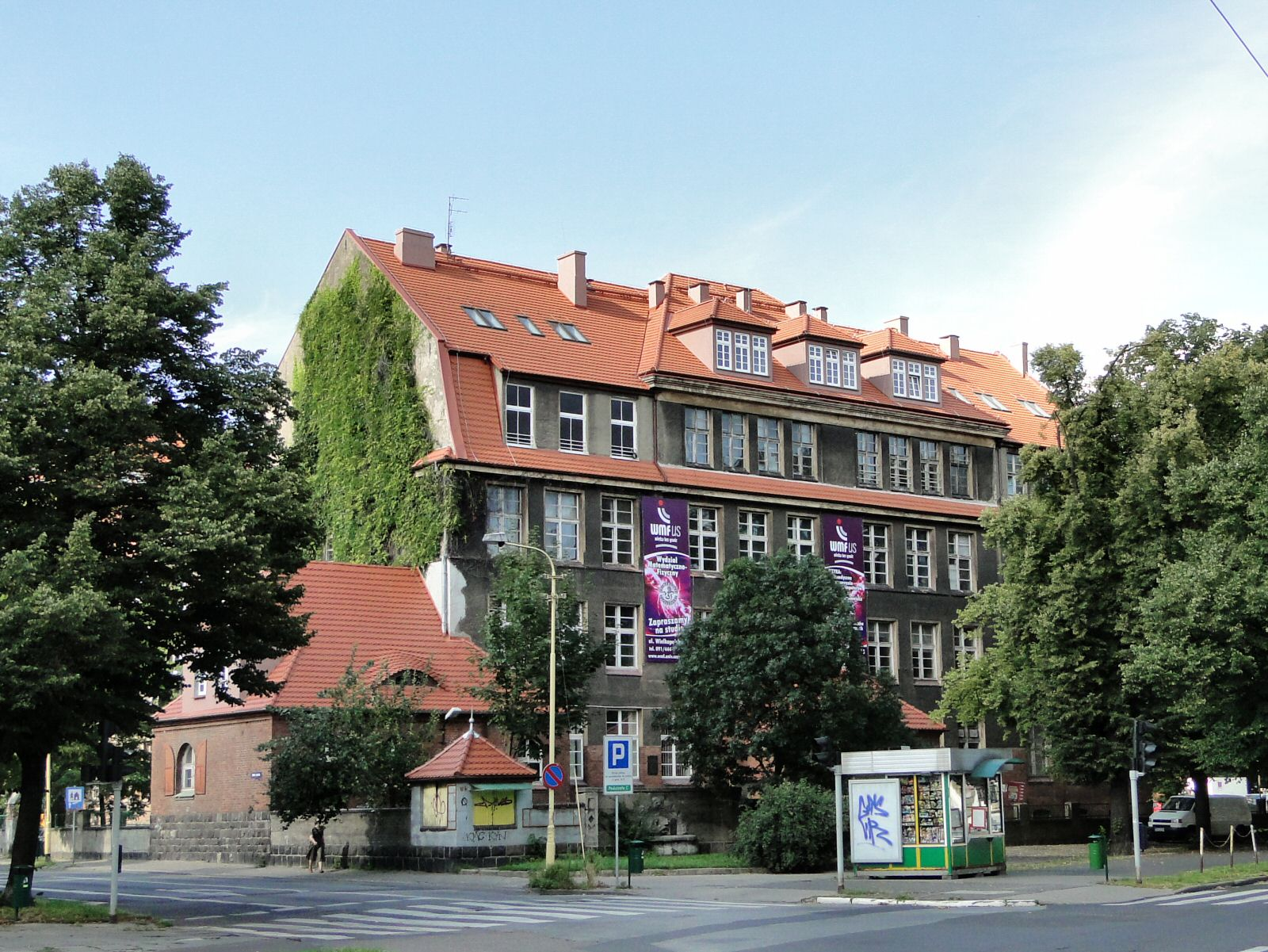
Szczecin, ul. Wielkopolska 15, w latach 1950–1957 – Liceum Pedagogiczne nr 1

Bolesław Wojciech Sadaj (ur. 21 kwietnia 1908 w Prusach k. Opatowa, zm. 4 grudnia 1997 w Szczecinie) – polski nauczyciel i organizator oświaty na Pomorzu Zachodnim, kurator oświaty, współzałożyciel i profesor Wyższej Szkoły Nauczycielskiej w Szczecinie.

## Życiorys

### Dzieciństwo i młodość
Bolesław Sadaj urodził się w Prusach Opatowskich w wielodzietnej rodzinie chłopskiej. W 1922 skończył szóstą klasę szkoły podstawowej i rozpoczął naukę w Państwowym Seminarium Nauczycielskim w Ostrowcu Kieleckim (1922–1928). Po skończeniu Seminarium odbył służbę wojskową; ukończył Szkołę Oficerów Rezerwy Piechoty (zob. Szkoła Podchorążych Rezerwy) w Gródku Jagiellońskim ze stopniem podporucznika (styczeń 1932). W lecie 1930 przebywał na stażu we Francji na uniwersytecie w Nancy. Zwiedził Paryż; planował rozpoczęcie pracy pedagogicznej w Niemczech, w środowisku polonijnym.

### Praca pedagogiczna i studia przed II wojną światową
Pracę rozpoczął w 1931 jako nauczyciel w szkołach powszechnych powiatu hrubieszowskiego, w Łaskowie i Dubience, kończąc równocześnie – w trybie eksternistycznym – Wyższy Kurs Nauczycielski. Egzamin przed Państwową Komisją w Warszawie zdał w 1935. W latach 1936–1939 był nauczycielem i kierownikiem szkoły powszechnej w Teratyniu (ok. 100 km od Lublina). W tym okresie rozpoczął studia pedagogiczne na Katolickim Uniwersytecie Lubelskim jako „student nadzwyczajny”; dojeżdżał do Lublina na zajęcia popołudniowe (nie przerywając pracy w szkole), a równocześnie uczył się łaciny (wymagany przedmiot maturalny), aby uzupełnić program gimnazjalny. Po I roku studiów i uzupełnieniu matury został „studentem zwyczajnym”, lecz dalsze studia uniemożliwił wybuch II wojny światowej.

### Okres II wojny światowej
We wrześniu 1939 przeniósł się (z rodziną) do Dubienki, gdzie zainicjował organizację oporu przeciw okupantowi niemieckiemu (zob. dystrykt lubelski). Był kilkakrotnie aresztowany; w listopadzie 1939 został osadzony w tymczasowym obozie wojskowym w Radomiu (skąd uciekł po 2 tygodniach), był też – przez kilka tygodni – zakładnikiem w Dubience. W 1940 – do aresztowania przez gestapo (18 maja 1940) – uczestniczył w tworzeniu konspiracyjnej jednostki ZWZ. Po aresztowaniu był więziony w ciężkich więzieniach gestapo w Zamościu i Lublinie, a następnie w obozie koncentracyjnym Sachsenhausen-Oranienburg; w Sachsenhausen przebywał do ewakuacji obozu; został uwolniony wraz z innymi jeńcami transportu przez wojska amerykańskie (2 maja 1945).

### Okres 1945–1997
Po uwolnieniu Bolesław Sadaj wrócił do Lublina, gdzie pracował w Szkole Powszechnej nr 10 i kontynuował rozpoczęte przed wojną studia pedagogiczne na Katolickim Uniwersytecie Lubelskim. Po ukończeniu studiów na KUL w 1946 otrzymał propozycję organizacji liceum pedagogicznego w poniemieckim Szczecinie, w którym Kuratorium Okręgu Szkolnego organizowało pierwsze polskie szkoły, co utrudniał brak kadry nauczycielskiej (pierwsze liceum ogólnokształcące organizowała od 1945 Janina Szczerska). Liceum Pedagogiczne nr 1 powstało w 1946, a Bolesław Sadaj był jego dyrektorem w latach 1946–1957. Równocześnie prowadził socjologiczne badania możliwości integracji napływowej ludności, przybywającej tu z różnych rejonów Polski, w tym z Kresów Wschodnich, uważając, że istotną rolę w tym procesie odegrają nauczyciele, w tym absolwenci Liceum, którym kierował. W okresie 1957–1963 zajmował też stanowisko kuratora Okręgu Szkolnego Szczecińskiego. Zainicjował utworzenie w Szczecinie Punktów Konsultacyjnych Uniwersytetu im. Adama Mickiewicza i Wyższej Szkoły Muzycznej w Poznaniu (UAM).
W kwietniu 1961 otrzymał stopień doktora nauk humanistycznych, nadany przez Radę Wydziału Historyczno-Humanistycznego UAM na podstawie pracy Rola szkoły i nauczyciela w dokonywaniu się procesów integracji i stabilizacji społecznej wśród ludności wsi szczecińskiej w latach 1945–1960.
Pracę naukowo-badawczą Bolesław Sadaj zintensyfikował po opuszczeniu stanowiska kuratora i zatrudnieniu w Zakładzie Pedagogiki Wyższej Szkoły Rolniczej, powstałej w 1954. Wydał pracę Społeczne problemy zawodu nauczyciela, na podstawie której w 1968 uzyskał stopień doktora habilitowanego nadany przez Radę Wydziału Historyczno-Humanistycznego UAM). W tym samym roku przeszedł do pracy w szczecińskiej filii UAM – Wyższej Szkole Nauczycielskiej w Szczecinie, w której utworzył Zakład Pedagogiki i zorganizował Wydział Nauczania Początkowego (od 1973 Wydział Pedagogiczny); współtworzył Instytut Zachodniopomorski, był redaktorem „Zeszytów Naukowych Wyższej Szkoły Pedagogicznej”.
Pełnił funkcje dziekana Wydziału Nauczania Początkowego WSP (1972–1975), kierownika Zakładu Pedagogiki WSP (1973–1976), dziekana Wydziału Pedagogiki WSP (1975–1978).
Był członkiem:
- Związku Nauczycielstwa Polskiego od 1929 (członkiem Zarządu Okręgowego ZNP od 1948)[1]
- Szczecińskiego Towarzystwa Naukowego od 1966[3]
- Komitetu Nauk Pedagogicznych PAN od 1975[3]

## Wybrane publikacje
książki:
- Udział szkoły i nauczycielstwa w procesach integracji ludności wiejskiej województwa szczecińskiego 1945–1960 (wyd. 1963)[10]
- Społeczno-zawodowe problemy nauczycieli w Polsce Ludowej na przykładzie województwa szczecińskiego) (wyd. 1967)

artykuły w czasopismach regionalnych i krajowych dotyczące pedeutologii, pedagogiki i socjologii zawodów oraz funkcji instytucji oświatowo-wychowawczych Pomorza Zachodniego:
- Aspiracje nauczycieli do studiów wyższych. w: Nauczanie na studiach zaocznych, Poznań 1968
- Identyfikacja społeczno-zawodowa nauczycieli województwa szczecińskiego. „Ruch Prawniczy, Ekonomiczny i Socjologiczny” 1965
- Niektóre aspekty moralnej pozycji zawodu nauczycielskiego w opinii społecznej. „Przegląd Socjologiczny” 1967
- Rodzina nauczycielska. „Studia Socjologiczne” 1966
- Społeczna pozycja adwokata w opinii mieszkańców województwa szczecińskiego. „Prawo i Życie” 1964
- Społeczne sytuacje rodzin pracowników fizycznych w PGR na Pomorzu Zachodnim. Szczecin 1976
- Zagadnienia rekrutacji i sprawności studiów w Wyższej Szkole Rolniczej w latach 1954–1964. „Przegląd Zachodniopomorski” 1964

## Odznaczenia[11]
- Krzyż Kawalerski Orderu Odrodzenia Polski
- Złoty Krzyż Zasługi
- Złota Odznaka Honorowa Gryfa Pomorskiego

## Wspomnienia i upamiętnienie
Z okazji 50-lecia pracy zawodowej Bolesława Sadaja w 1980 wydano specjalny Zeszyt Naukowy Wyższej Szkoły Pedagogicznej w Szczecinie. Artykuły o Jubilacie i jego działalności napisali jego współpracownicy i uczniowie, m.in. Stanisław Michalski (UAM), Benon Miśkiewicz (UAM), Klemens Zmuda Trzebiatowski (Uniwersytet Gdański), Bolesław Hadaczek (WSP), Danuta Koźmian (WSP), Zdzisław Zacha (WSP), Aleksander Bielawiec.
W 2003 opublikowano, pod red. Danuty Koźmian, opracowanie Człowiek, nauczyciel, uczony: Bolesław Sadaj (1908–1997); w jego skład weszło – poza biografią (opr. D. Koźmian) i wykazem publikacji – kolejne wydanie pracy doktorskiej, w której wstępie autor napisał m.in.:

W historycznym procesie autochtonizacji osiedleńców rola nauczyciela i szkoły zasługuje na szczególny szacunek. Książka niniejsza ma być skromnym wyrazem tego szacunku dla kilkutysięcznej rzeszy nauczycieli województwa szczecińskiego.

Julita Orzelska, autorka prac Mistrz – rozważania retrospektywne (synteza dorobku naukowego, 1997) oraz Mistrz. Praca dydaktyczna, organizacyjna i naukowa prof. dr. hab. Bolesława Sadaja (2006) napisała, że Bolesław Sadaj, to:

...człowiek niekonwencjonalny, o nieprzeciętnej wiedzy, który w swojej pracy zawsze preferował otwartość i elastyczność myślenia, twórca własnego życia.

a w dysponendzie wydawniczej pracy „Mistrz” wyjaśniła:

Celem książki jest wykazanie, które z czynników (społeczno-ustrojowe, środowiskowe czy osobowościowe) miały najistotniejszy wpływ na pracę dydaktyczną, organizacyjną i naukową prof. Bolesława Sadaja, a także przybliżenie zagadnienia wpływu jednostki wybitnej w swoim zawodzie na rozwój dziedziny, którą się zajmuje.

## Życie prywatne
Bolesław Sadaj ożenił się w 1936 z Jadwigą z Buszków. Świadectwem ich głębokiego związku uczuciowego jest duży zbiór listów z obozu opublikowanych w pracy Człowiek, nauczyciel, uczony..., które …były najistotniejszym czynnikiem łagodzącym, pozwalającym znosić obozowe zniewolenie tego niezwykle silnego człowieka (komentarz Danuty Koźmian).
Jadwiga Sadajowa zmarła 18 stycznia 1986, oboje zostali pochowani na cmentarzu Centralnym w Szczecinie.